# Aidussina
Aidùssina (in sloveno Ajdovščina, in tedesco Haidenschaft, desueto; in friulano Aidussine) è una cittadina nella valle del Vipacco, appartenente alla regione statistica slovena del Goriziano. È capoluogo del comune omonimo.

## Geografia fisica
Aidussina è situata nella valle del Vipacco: il confine con l'Italia dista meno di 20 km di strada e il mare Adriatico si trova a 14 km in linea d'aria.
Non lontano dal centro, in località Fužine, si trova una sorgente carsica con cascata dalla quale sgorga il torrente Hubelj (le cui acque sono attualmente sfruttate in un impianto idroelettrico); tale torrente divide il centro storico di Aidussina dall'ex villaggio (oggi divenuto quartiere della cittadina) di Šturje.

## Storia
La località fu abitata fin dalle epoche più antiche. Difatti, nei suoi pressi sorse un castelliere illirico, e più tardi una fortificazione romana denominata Castra ad fluvium frigidum nelle fonti dell'epoca (castra, infatti, significa "cittadella fortificata", in latino), a pianta ovoidale e con funzione di caposaldo del vallo di difesa delle Alpi Giulie sulla strada Aquileia-Emona (Lubiana). Sono tuttora visibili qualche resto delle mura e delle torri del castro romano, sul quale sorge gran parte dell'abitato locale.
Dopo la caduta dell'Impero romano d'Occidente, e la parentesi del Regno ostrogoto, a seguito della guerra greco-gotica promossa dall'imperatore Giustiniano I entrò a far parte del Prefettura del pretorio d'Italia in mano ai bizantini.

Anche dopo la calata, nel 568, attraverso la Valle del Vipacco nell'Italia settentrionale dei Longobardi, seguiti poi da popolazioni slave, rimase nell'Istria bizantina.
Annientati i Longobardi nel 781, Carlo Magno, re dei Franchi, nel 788 occupò anche l'Istria bizantina inglobandola nel Regnum Italiae; nell'803 venne istituita la Marchia Austriae et Italiae che comprendeva il Friuli, la Carinzia, la Carniola e l'Istria.

Alla morte di Pipino nell'810, il territorio passò in mano al figlio Bernardo.

Con la morte di Carlo Magno nell'814 la carica imperiale passò a Ludovico I; questi, dopo aver deposto il nipote Bernardo, affidò poi il Regnum Italiae al suo primogenito Lotario, il quale già nell'828 (dopo aver deposto Baldrico, ultimo duca del Friuli, per non aver saputo difendere le frontiere orientali dagli Slavi) divise la parte orientale del Regno, ossia la Marca Orientale, in quattro contee: Verona, Friuli, Carniola e Istria (comprendente il Carso e parte della Carniola interna). Da allora le contee del Friuli e dell'Istria vennero conglobate nella nuova “marca d'Aquileia”, come parte del Regno d'Italia.
In seguito al Trattato di Verdun, nell'843, il suo territorio entrò a far parte della Francia Media in mano a Lotario I e più specificatamente dall'846 della Marca del Friuli, in mano al marchese Eberardo a cui succedettero prima il figlio Urnico e poi l'altro figlio Berengario; anche dopo i trattati di Prüm e Meerssen rimase nel Regnum Italicum.
Cessato il dominio franco con la deposizione di Carlo il Grosso, Berengario, divenuto re d'Italia, passò il marchesato aquileiese al suo vassallo Vilfredo che venne poi nell'895 da lui nominato marchese del Friuli e dell'Istria.
Nel 951 passò alla Marca di Verona e Aquileia; dopo un'iniziale sottomissione al Ducato di Baviera dal 952, nel 976 passò al Ducato di Carinzia appena costituito dall'imperatore Ottone II.
Nel 1077 passò al Principato ecclesiastico di Aquileia e poi, nella parte a ovest del fiume Hubelj, ai Conti di Gorizia, in quanto "advocati" del patriarca, che acquisirono gradualmente una larga parte di tali territori, frazionati in feudi minori fra i loro ministeriali, i veri e propri strumenti di governo comitale sul Carso e la vicina Istria; la parte orientale dell'attuale comune invece passò alla Marca della Carniola poi ceduta nel 1282, come ricompensa per i servigi resi all'imperatore Rodolfo I contro Ottocaro II di Boemia, a Mainardo II di Tirolo-Gorizia.

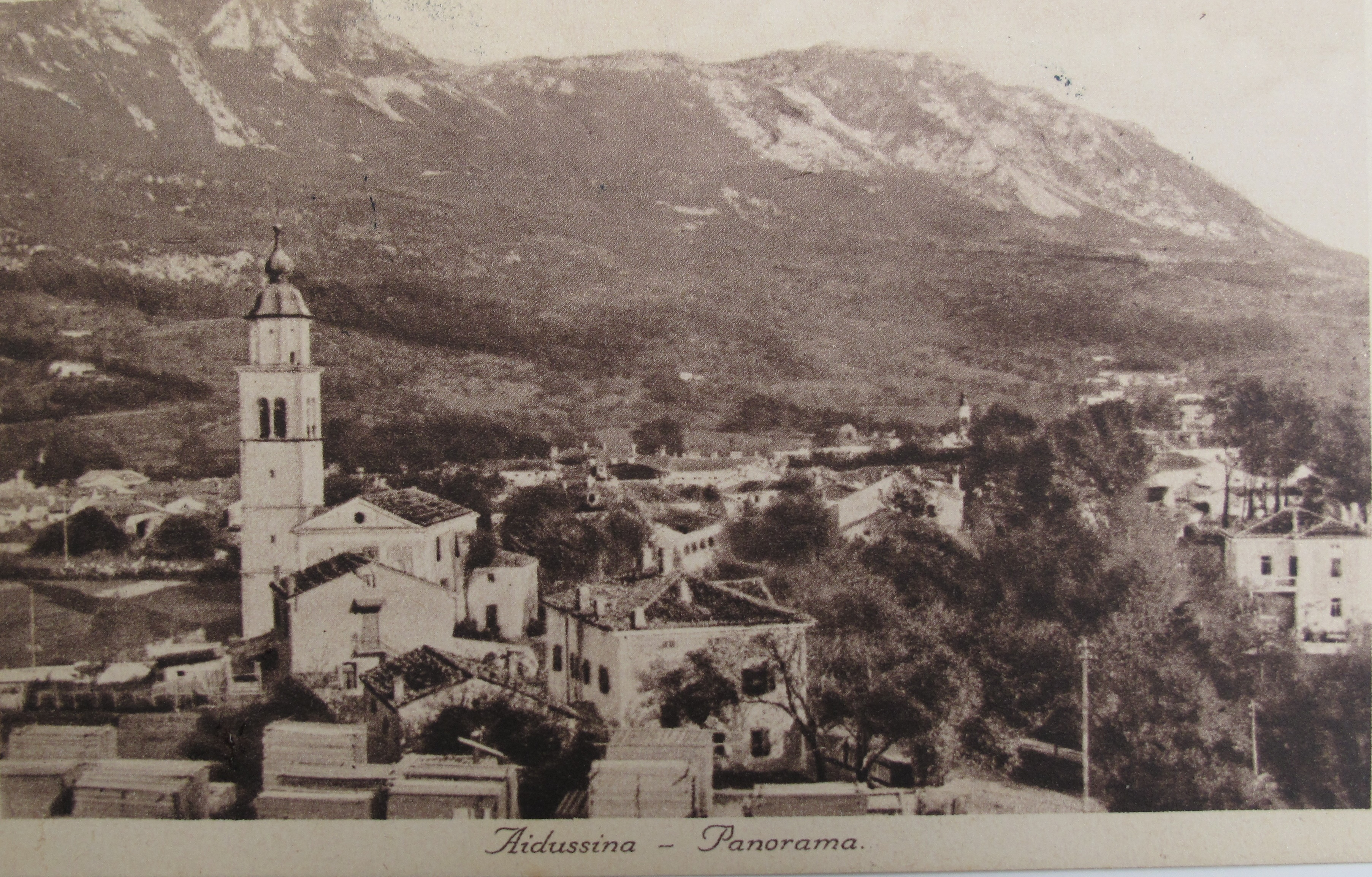
Foto di Aidussina tra le due guerre

Con il trattato di Schönbrunn (1809) entrò a far parte delle Province Illiriche.
Col Congresso di Vienna nel 1815 tornò in mano asburgica nella ricostituita Contea di Gorizia e Gradisca (inquadrata a sua volta dapprima nel Regno d'Illiria e in seguito dal 1849 nel Litorale austriaco). Il centro storico di Aidussina (Ajdovščina o Haidenschaft) costituiva un comune autonomo, che comprendeva il solo villaggio di Putrichi (Putrich). Sul torrente Hubel (oggi Hubelj), che oggi attraversa la cittadina, correva il confine tra la Contea di Gorizia e il Ducato di Carniola, che includeva quindi Sturia (Sturje o Sturja).
Aidussina divenne però capoluogo di un distretto giudiziario (Gerichtsbezirk), inquadrato nel distretto politico di Gorizia. Il distretto giudiziario di Aidussina includeva anche i comuni di Cernizza (Črniče), Gabria (Gaberje), Gojače, Santa Croce (ted. Heiligenkreuz, sl. Sv. Križ), Camigna (Kamnje), Lokavez (sl. Lokavec, ted. Lokavitz), Reifenberg (sl. Rihenberg), Samaria (Šmarje), Scrilla (Skrilje) e Vertovino (Vrtovin).
In seguito alla prima guerra mondiale e al Trattato di Rapallo, nel 1920 la cittadina venne annessa al Regno d'Italia. La cittadina nel 1923 venne inquadrata nella provincia del Friuli, per essere inclusa quattro anni dopo nella ricostituita provincia di Gorizia. Nei primi anni di esistenza del comune la circoscrizione territoriale rimase la medesima che in epoca asburgica, con il solo villaggio di Putrici (Putriki). Nel 1928 una riforma amministrativa portò il comune di Aidussina a inglobare i vicini comuni di Dol-Ottelza, Locavizza di Aidussina, Planina, Sturia delle Fusine e Ustie. A questa data il comune di Aidussina includeva quindi le frazioni di:
- Aidussina, con il centro di Putrici (Putriki);
- Ustia/Ustie (Ustje);
- Planina (Planina), con i centri di Dolegna/Dolegna di Vipacco (Dolenje), Strancari/Stranzari (Strancarji), Cobolli/Cobali (Kobali), Marzi (Marci) e Ustini/Gustini;
- Sturia/Sturie delle Fusine (Šturije), con il centro di Sapuse (Žapuže), Cosmani (Kožmani) e Cucco (Kovk);
- Dol-Otliza/Dol-Ottelza (Dol-Otlica), con i centri di Monte degli Angioli, Baschi, Bisiachi/Bissiachi, Cugei, Lukinia/Luchini (Luknja), Bratini/Bratina, Cercevi/Giorgio e Pristava.
- Locavizza/Locavizza di Aidussina (Lokavec), con i centri di Sloccari/Slocari (Slokarji), Goregne (Gorenje), Compari (Kompari-Kodelovšče), Ciocchi/Ciochi (Čohi) e Bitovi (Bitovi-Lahvšče).[21][22]

La cittadina fu utilizzata da Piero Chiara come scenario della prima parte del romanzo Vedrò Singapore?, ambientato nel 1932, che fu l'ultimo pubblicato (nel 1981) dallo scrittore.
Nel 1945, in seguito alla seconda guerra mondiale, la cittadina passò sotto controllo jugoslavo, venendo definitivamente annessa alla Jugoslavia nel 1947 in seguito ai Trattati di Parigi. Dal 1991 fa parte della Slovenia.

## Monumenti e luoghi d'interesse
- Chiesa parrocchiale di San Giovanni Battista (XVII secolo), ha navata unica rettangolare e presbiterio a volte a crociera. L'altare maggiore è opera di Gregorio Lazzarini, mentre i due altari laterali sono dedicati a san Rocco ed al Sacro Cuore. Gli affreschi della volta e due pale sono opera del pittore locale Anton Cebej e sono del XVIII secolo.

## Società

### Evoluzione demografica
Abitanti censiti. Nota Bene: fino al 1936 i dati si riferiscono al comune catastale di Aidussina, corrispondente al centro storico della cittadina

## Infrastrutture e trasporti
Il centro abitato è servito dalla stazione ferroviaria di Aidussina.

## Sport
Il NK Primorje Ajdovščina è il massimo club calcistico cittadino, che milita nella PrvaLiga slovena.